# Cabeção
Pour le footballeur brésilien parfois surnommé Cabeção, voir Lucídio Batista da Silva.
Luís Morais, plus connu sous le surnom de Cabeção (né le 23 août 1930 à Areado au Minas Gerais et mort le 6 janvier 2020 à São Paulo (Brésil)), est un joueur de football brésilien qui jouait au poste de gardien de but.
Il effectue l'essentiel de sa carrière au Sport Club Corinthians Paulista. Il n'a jamais joué un seul match officiel en sélection avec l'équipe du Brésil, mais fut quand même sélectionné pour disputer la coupe du monde 1954 en Suisse, en tant que remplaçant de Veludo.

## Biographie
Cabeção joue principalement avec SC Corinthians, le plus souvent au poste de titulaire, pendant dix-huit ans de 1949 à 1967. Durant cette période, le club le prête également à d'autres clubs brésiliens à Bangu AC, Portuguesa de Desportos et Comercial. En 1969 il évolue avec AA Portuguesa.
Avec les Corinthians, il remporte trois éditions du championnat de São Paulo de football, ampeonato Paulista, en 1951, 1952 et 1954. Il remporte également quatre Tournoi Rio-São Paulo, trois avec les Corinthians en 1950, 1953, 1954 et un avec Portuguesa  en 1955.
Bien que sélectionné pour la phase finale de la coupe du monde 1954 disputée en Suisse, il ne compte aucune sélection avec l'équipe du Brésil.
Cabeção est mort le 6 janvier 2020 à l'âge de 89 ans.

## Palmarès

### Club
- Championnat de São Paulo : 3

Corinthians : 1951, 1952 et 1954
- Tournoi Rio-São Paulo : 4

Corinthians : 1950, 1953, 1954
Portuguesa : 1955

### Sélection
- Championnat panaméricain : 1

1952